# Ludovico Marracci
Ludovico Marracci (Torcigliano di Camaiore, 6 ottobre 1612 – Roma, 5 febbraio 1700) è stato un presbitero, traduttore e orientalista italiano, membro dei Chierici Regolari della Madre di Dio.
Nel 1698 usciva dalla tipografia del seminario di Padova una sua traduzione latina del Corano: due tomi nei quali si presentavano il testo arabo, la traduzione in latino ed un ampio apparato di commenti e note tratte da varie opere di studiosi musulmani. La traduzione, molto rinomata nel XVIII secolo, veniva in seguito abbandonata e sostituita dalle traduzioni nelle varie lingue nazionali; solo con l'islamista inglese Edward Denison Ross il testo veniva riscoperto come una delle principali fonti della traduzione di George Sale: da ciò nasceva un nuovo interesse per l'opera del Marracci estesosi lungo tutto il XX secolo.

## Contesto culturale
Per meglio comprendere il Marracci è necessario inserirlo nella tradizione che lo precede, ovvero la controversia latina, di cui egli elaborerà i temi tradizionali, anche se alla luce dei nuovi dati dell'islamistica.

Sono tre le istanze principali che possono rappresentare le correnti del tempo in cui vive l'autore e che ha prodotto le dinamiche su cui si basa il suo lavoro: una fedeltà alla tradizione ecclesiastico-missionaria, la questione storico-politica e la reazione all'istanza riformatrice dei secoli XVI-XVII.
Dal punto di vista ecclesiale i dottori della fede si erano prodigati nel confutare errori ed eresie che minacciavano la stabilità della Chiesa: in questa linea si inserisce anche l'opera del Marracci, che traduce il Corano con la finalità di confutare gli errori dottrinali dei musulmani; dal punto di vista missionario invece egli scrive tentando di fornire una formazione a quanti devono svolgere la loro opera in ambienti musulmani.
Per quanto riguarda invece le coordinate storico-politiche, va ricordato che nel periodo in cui scrive il Marracci, l'Europa era sottoposta alla minaccia turca, come traspare anche dall'indirizzo del testo all'Imperatore. Il pericolo dell'assedio di Vienna era letto in modo molto preoccupato da tutta la cristianità. Il rischio si estendeva su due piani: quello temporale-politico e quello religioso-ecclesiastico.
La terza istanza è da rilevarsi nella reazione al movimento riformatore non ancora del tutto scomparsa in quel periodo: basti ricordare che una delle armi utilizzate da Martin Lutero e da tutta la riforma protestante nei confronti della Chiesa cattolica era stato l'associare il Papa ai Turchi. Punto di ulteriore confronto e di contrasto con i protestanti si trovava anche nel progetto di una traduzione integrale del testo coranico da parte di alcuni riformatori, i quali affermavano il principio dell'edizione del libro come debito storico-culturale. Marracci non condivide l'iniziativa di una pubblicazione del testo sacro in quanto passibile di una strumentalizzazione in prospettiva anticattolica; soprattutto il suo dissenso si esprime nei confronti dell'insufficienza di una traduzione: a suo parere, oltre a tradurre bisogna al tempo stesso confutare. Da qui si chiarisce la prospettiva del Marracci: una traduzione del Corano integrale, che segua criteri scientifici, con spirito antiriformista, e i criteri pastorali-pedagogici della Chiesa Cattolica.

## La vita
Ludovico Marracci nacque a Torcigliano di Camaiore nella Repubblica di Lucca il 6 ottobre 1612.
Dopo aver appreso il latino nella sua città, si trasferì a Lucca dove, nel 1627, a soli 15 anni, entrò a far parte dei Chierici Regolari della Madre di Dio; nel collegio romano di S. Maria in Campitelli studiò, oltre a filosofia e teologia, la lingua greca, siriaca, caldaica ed ebraica.
Ecco come il Marracci stesso narra nel Prodromus del Corano di come si sia avvicinato per caso all'arabo:
Terminati gli studi, rientrò a Lucca dove insegnò grammatica e retorica. A 33 anni, nel 1645, partecipò alla traduzione della Bibbia in arabo, opera iniziata già nel 1624. Nel 1656 gli venne affidata la cattedra di lingua araba alla Sapienza di Roma, su ordine diretto del pontefice. Vari gli incarichi che il Marracci ricoprì anche nel suo ordine: maestro dei novizi, prefetto dei giovani, rettore e procuratore generale; fu anche confessore di noti penitenti tra cui il cardinale Odescalchi (anche dopo l'ascesa al soglio pontificio con il nome di Innocenzo XI); inoltre consultore della Congregazione per le indulgenze e le sacre reliquie, di quella dell'Indice, nonché esaminatore della Congregazione per l'elezione dei vescovi. È accertato poi il suo ruolo nell'ambiente della corte papale: egli infatti, pur mantenendosi lontano dalla politica, in quanto confessore del Papa, era tuttavia una personalità di corte di notevole influenza.

A 88 anni, nel 1699, lasciò la cattedra di arabo. 

Morì il 5 febbraio del 1700.

## Gli scritti
Non tutte le sue opere sono state pubblicate: esse spaziano nei più svariati argomenti, si passa da opere didattiche, a quelle geografiche a quelle storiche, a quelle orientalistiche. Scrive anche varie poesie nonché una biografia del fondatore dell'Ordine e di alcuni confratelli, in particolare del fratello Ippolito; tra le sue biografie vi è anche quella di Innocenzo XI.
La parte più significativa della sua attività è ovviamente connessa con la conoscenza delle lingue: la traduzione di un'opera di san Giovanni Damasceno, la stesura di alcune grammatiche. Per quanto riguarda l'arabo, il suo primo lavoro, come abbiamo già accennato, è la partecipazione alla commissione per la traduzione della Bibbia in arabo avviata negli anni venti, su richiesta delle chiese orientali, e portata a compimento nel 1650.
In questi anni lavora anche attorno alla sua opera fondamentale, ovvero la traduzione latina del Corano. L'opera si divide in due parti. Il primo tomo, Prodromus ad refutationem Alcorani, pubblicato nella prima edizione a sé stante a Roma nel 1691 da Propaganda Fide, contiene una premessa sulla vita del Profeta ed una sintesi sui fondamenti dell'Islam con ampi riferimenti a testi di dotti musulmani: all'esposizione si associa sempre una confutazione puntuale. Il fatto che nel 1691 non sia stata pubblicata l'opera completa è da attribuire al divieto della Congregazione dell'Indice di pubblicare il testo coranico in qualsiasi forma o lingua.

Il testo è dato alle stampe nella sua interezza solo nel 1698 a Padova nella tipografia del Seminario, sotto l'egida del Cardinal Gregorio Barbarigo, il quale aveva creato nella sua diocesi un centro di conoscenza di lingue orientali con l'intento di preparare nuovi missionari.

Il secondo tomo, intitolato Refutatio alcorani, è dedicato a Leopoldo I, vincitore sui Turchi a Vienna; contiene il testo arabo del Corano, la sua traduzione in latino, corredato da notae al testo e refutationes.
Altra opera significativa per comprendere la metodologia marracciana che si avvicina ad uno studio moderno delle fonti, è l'indagine svolta sulle cosiddette Lamine granatensi, lastre di piombo ritrovate nel 1595 a Granada, su cui erano incisi caratteri arabi, che, secondo alcuni critici, avrebbero contenuto affermazioni di san Giacomo.
Vi è poi la traduzione in arabo dell’Officium Beatissimae Virginis Mariae, la revisione di una grammatica araba scritta da un alunno nonché la traduzione di alcune lettere scritte da Propaganda Fide.
Ludovico cooperò col fratello Ippolito alla traduzione in latino dei Mariali degli antichi scrittori greci e degli inni Mariani dei melodi greci. «La traduzione dal greco di un opuscolo di san Giovanni Damasceno sulla Vergine e di uno, dello stesso argomento, di san Giuseppe Innografo (ambedue compiute in servizio del fratello Ippolito, resosi famoso per i suoi studi di mariologia) e la correzione del Breviario Siriaco attestano la sua erudizione patristica e orientalistica.»

## La riscoperta di Marracci
Il testo di Marracci ebbe grande risonanza per tutto il XVIII secolo. Venne poi dimenticato fino al XX secolo, quando alcuni grandi orientalisti riscoprirono il suo ruolo all'interno dell'evoluzione della traduzione coranica e del pensiero islamistico.

### Edward Denison Ross
Famoso orientalista vissuto tra il XIX e il XX secolo, profondo conoscitore dell'arabo, oltre che del persiano, del sanscrito e del cinese, direttore della Madrasa di Calcutta, fu poi chiamato a presiedere la School of Oriental and African Studies di Londra. Nell'analisi della traduzione di George Sale, vedendo che i commentatori musulmani da lui citati non rientravano nei testi da lui posseduti, confrontò le note con quelle del testo del Marracci. 

Esaminandone la traduzione, formulò e verificò l'ipotesi secondo cui il Sale avrebbe attinto non da manoscritti di prima mano, ma appunto da un altro commentario coranico, nella fattispecie il Marracci: riscoprì così l'alto valore scientifico della Refutatio, molto avanti rispetto all'orientalismo di quel periodo.

### Giuseppe Gabrieli
Giuseppe Gabrieli, grande orientalista, soprattutto per il lavoro sui codici orientali conservati in Italia, nonché bibliotecario dell'Accademia Nazionale dei Lincei e redattore di una bibliografia islamistica ancora oggi molto valida, affermò che l'opera del Marracci fu la vera editio princeps del Corano:

### Carlo Alfonso Nallino
Carlo Alfonso Nallino ridimensionò l'elogio del Gabrieli.
Qualificare poi l'edizione e versione marracciana come
Tuttavia l'autore sottolineò i pregi dell'opera, che si trovano, a suo parere, non tanto nell'edizione del testo coranico, ma piuttosto:
I meriti del Marracci, a suo parere, si trovano quindi nello sviluppo dello studio della religione islamica a partire da testi arabi di prima mano, nell'aver fatto conoscere la polemica musulmana anticristiana classica, nell'analisi e nella comprensione del ruolo significativo giocato dal materiale contenuto negli scritti talmudici e rabbinici per la dimostrazione dell'origine giudaica tardiva di credenze e riti presenti in ambito islamico. Egli è inoltre il primo a presentare un'ampia biografia di Muhammad esposta conformemente agli autori musulmani.

### Giorgio Levi Della Vida
Giorgio Levi Della Vida, professore di ebraico e di lingue semitiche a Roma, riparato negli Stati Uniti durante il conflitto a causa delle leggi razziali fasciste (precedentemente fu tra i pochissimi coraggiosi che rifiutarono il giuramento di fedeltà al Fascismo, perdendo così la sua cattedra universitaria romana), rientrò a Roma dopo la guerra e venne reintegrato nell'Università di Roma. Nella presentazione del Marracci in occasione della commemorazione nel 1949 ribadì il valore dell'opera, sottolineando l'abbondante materiale in arabo, con traduzione latina, contenuta nel Prodromus, riguardo alla dottrina, alla tradizione ed al culto nell'Islam, esposto per la prima volta in modo sincero e oggettivo: da notare lo spirito di modernità, quando il Marracci afferma nel Prodromus che
A suo giudizio dunque il contributo marracciano fu quello di una migliore conoscenza dell'islam, avendo messo in luce alcuni documenti essenziali di questa fede.